# Emilio Garro
Emilio Garro (La Spezia, 1887 – Torino, 1975) è stato uno scrittore, giornalista e religioso italiano della Società Salesiana di San Giovanni Bosco.
Fu uno dei più prolifici romanzieri salesiani, con opere che spaziano dal romanzo storico alla fantascienza, dedicandosi soprattutto alla letteratura per ragazzi.

## Biografia
Nato nel 1887, Emilio Garro fu ordinato sacerdote cattolico nel 1912 a 25 anni a La Spezia, entrando nella congregazione clericale della Società salesiana di San Giovanni Bosco, nella quale fu accolto dal beato don Michele Rua, sul quale Garro scrisse nel 1935 una biografia più volte ristampata. Dopo la laurea in lettere si dedicò all'apostolato e all'insegnamento nelle scuole, oltre che al giornalismo a Roma e Napoli.
Nel 1939 venne chiamato alla casa madre del suo ordine a Torino per assumere la direzione del periodico Letture Cattoliche di Don Bosco, poi del periodico Maria Ausiliatrice, collaborando a varie riviste oltre che al Bollettino Salesiano; inaugurò inoltre la rivista Giovani.
Fu autore di circa sessanta opere, tra pubblicazioni scolastiche, romanzi storici e di altri generi, biografie e testi a tema religioso, pubblicati dalla SEI (Società Editrice Internazionale).
Fu - assieme a Eugenio Pilla e Rufillo Uguccioni - uno dei romanzieri salesiani più prolifici. La produzione e la lettura dei romanzi era considerata un metodo educativo ed era incoraggiata nei collegi salesiani (dove almeno fino agli anni cinquanta-sessanta vigeva la regola di leggere, a tavola, per un tempo conveniente, dei romanzi); un gran numero di salesiani si dedicarono pertanto alla scrittura di romanzi di fantasia dei più svariati generi, talvolta fuori dagli schemi.
Il suo romanzo La fine del mondo del 1949 è considerato una delle prime opere della fantascienza italiana del dopoguerra.
Morì nel 1975 a 88 anni a Torino dopo cinque anni di malattia.

## Opere principali

### Romanzi

#### Storici
- La fine di Pompei. Racconto del I secolo dopo Cristo, Letture cattoliche, anno LXXXI, fasc. 11, Società Editrice Internazionale, Torino, 1933
- Gli ultimi gladiatori. Racconto storico, Letture cattoliche, anno LXXXII, fasc. 11, Società Editrice Internazionale, Torino, 1934
- Sul mare di Levante. Racconto storico, Letture cattoliche, anno LXXXV, fasc. 12, Società Editrice Internazionale, Torino, 1937
- La croce fra le bandiere. Racconto storico, Letture cattoliche, anno LXXXVI, fasc. 10, Società Editrice Internazionale, Torino, 1938 (seguito di Sul mar Levante)
- L'ultima dei Cecilii. Racconto storico, Letture cattoliche, anno LXXXVIII, fasc. 4, Società Editrice Internazionale, Torino, 1940
- La città sotto il lago. Racconto storico del secolo XI, Letture cattoliche, anno LXXXVIII, fasc. 12, Società Editrice Internazionale, Torino, 1940
- Cento anni fa, Letture cattoliche 1068, Società Editrice Internazionale, Torino, 1941
- Nell'oceano misterioso. Romanzo storico, III edizione, Casa Editrice La Sorgente, Milano, 1944
- Il Mediterraneo in fiamme. Racconto storico, Società Editrice Internazionale, Torino, 1944
- Vieni Agnese! Racconto storico, Letture cattoliche, anno XCII, fasc. 1, Società Editrice Internazionale, Torino, 1945
- La via dell'abisso. Racconto storico, Letture cattoliche, anno XCV, fasc. 5, Società Editrice Italiana, Torino, 1947
- L'ultima vestale. Racconto storico del IV secolo, Società Editrice Internazionale, Torino, 1948
- Oltre la Cortina di Ferro. Cineromanzo, Società Editrice Internazionale, Torino, 1954
- Lo scudiero del Crociato, con illustrazioni di Craffonara, Crociate, ESIT, 1963

#### Fantascienza
- La fine del mondo. Racconto dell'avvenire, Letture Cattoliche 1163, anno XCVII, fasc. 11, Società Editrice Internazionale, Torino, 1949
- La valle di Giosafat. Racconto dell'avvenire, Società Editrice Internazionale, Torino, 1952 (seguito de La fine del mondo)
- Messaggio da un altro mondo, in Racconti dell'infinito, Società Editrice Internazionale, Torino, 1953 (romanzo breve)

### Agiografie e testi a tema religioso
- Gli araldi di Cristo Re, Letture cattoliche, anno LXXX, fasc. 10, Società Editrice Internazionale, Torino, 1932
- I Santi Fisher e More. Martiri d'Inghilterra. Illustrazioni storiche, Letture cattoliche, Torino, Società Editrice Internazionale, Torino, 1935
- Don Michele Rua, primo successore di San Giovanni Bosco, Fiori di cielo 104, L.I.C.E. R. Berruti, Torino, 1935; come Il venerabile don Michele Rua - Primo successore di san Giovanni Bosco, Stab. grafico moderno G. Volante, Torino, 1953; come Il beato Michele Rua - Primo successore di san Giovanni Bosco, Ufficio stampa salesiano, Torino, 1971
- Sangue che bolle. Racconto storico su S. Gennaro, Letture cattoliche 1008, Società Editrice Internazionale, Torino, 1936

### Raccolte di racconti
- Come il trifoglio. Racconti, Letture cattoliche 1111, Società Editrice Internazionale, Torino, 1945
- Quadrifoglio. Racconti, Letture cattoliche 1123, Società Editrice Internazionale, Torino, 1946
- Racconti dei secoli. Cortometraggi storici dai secoli della Chiesa, Società Editrice Internazionale, Torino, 1946
- Racconti dell'infinito, con illustrazioni di Guido Lagna, Società Editrice Internazionale, Torino, 1953 (antologia personale; contiene un romanzo e tre racconti fantascientifici)
- Piccola cetra, Società Editrice Internazionale, Torino, 1960 (poesie)

### Testi scolastici
- Parole al microscopio. Conversazioni di linguistica con alunni delle scuole medie, Società Editrice Internazionale, Torino, 1948
- Sentite, ragazzi! Novelle italiane scelte e annotate dal duecento al novecento, II edizione, Casa editrice "Federico & Ardia" di P. Federico, Napoli, 1952; 1955
- La sfinge parlante. Linguistica dilettevole e divagazioni letterarie per gli studenti delle scuole medie, 1955

### Testi teatrali
- Cento anni fa. Azioni sceniche sulla vita di Don Bosco e sul Natale, Letture cattoliche, anno 89, fasc. 12, Società Editrice Internazionale, Torino, 1941
- Crepi l'avarizia!, Libreria dottrina cristiana, Colle don Bosco (AT), 1956 (operetta comica in tre atti, con Nicola Vitone)